# Revoltas do Canboulay
As revoltas do Canboulay foram conflitos criados pela resistência de descendentes de escravos libertos nas cidades de Trinidad e Tobago contra as tentativas da polícia britânica de abolir o Carnaval.
As revoltas começaram em 1881, na cidade de Port of Spain, capital de Trinidad e Tobago, e nas cidades de San Fernando e Princes Town em 1884, sendo que nessas duas últimas cidades foi onde houve registros de morte.
Essas revoltas ainda são comemoradas pelos trinitários, e a música canboulay (que significa cana queimada em português) é uma parte importante da cultura de Trinidad e Tobago, notável por seu uso de panelas de aço como instrumentos de percussão, estas, são descendentes dos instrumentos nos anos de 1880.

## Origem das revoltas
O termo Canboulay deriva do francês Cannes Brulées (cana queimada) e originalmente significava uma prática racista dos antigos senhores de escravos, em sua maioria franceses, e que consisti nos brancos se pintando de negros e zombando das danças, características físicas, o modo de falar etc. dos negros.
Como aponta Eric Brasil, é a partir da abolição da escravatura em 1838 que os negros começam a se apropriar do Canboulay, ressignificando-o como algo positivo para a comunidade negra e o tornando um símbolo da identidade negra, e de fato, hoje em dia esse é um dos principais símbolos nacionais de Trinidad e Tobago.
Os grupos que tomaram o Canboulay para si eram em sua maioria e negros e pobres que viviam nas chamadas Barrack Yards - que podemos associar aos cortiços cariocas. Era a partir das Barrack Yards que o carnaval se estruturava, as diferentes moradias se enfrentavam em disputas musicais, de danças e também de embates físicos. Cada Barrack possuía uma banda musical, uma corte com um rei e rainha e indivíduos que protegiam esses dois grupos e que, se necessário, entravam em conflito para defender a sua "comunidade".
Nessas disputas se fortalecia "a identidade do grupo [que] era fundamental para a sua sobrevivência no carnaval. O senso de pertencimento desses grupos tinha origem na experiência social, calcada na vida muitas vezes turbulenta e agitadas das Barrack Yards."

## A Revolta Canboulay de 1881
Em 1877, é nomeado o capitão Arthur Baker para o cargo de chefe de polícia de Trinidad, com a missão de estabelecer a lei e a ordem às chamadas classes baixas - como eram comumente referidos os negros. Entre 1878 e 1880, Baker iniciou um série de medidas para combater a violência no Carnaval. Em 1880, de surpresa, ele proíbe a utilização de tochas nos desfiles das band Yards, o que a população atendeu pacificamente.
No ano seguinte, 1881, o capitão novamente sem avisar resolve proibir as tochas - que eram uma das características centrais dos desfiles do Canboulay. Todavia, dessa vez a população já estava preparada para essa possibilidade e se organizou para resistir. À ordem da polícia, eles se armaram de pedras e garrafas previamente armazenadas e entraram em conflito com a polícia na madrugada do dia 28 de fevereiro.
O embate durou a madrugada e terminou com a polícia dispersando a população e retornando ao quartel. Vale destacar que não apenas a comunidade negra se envolveu na revolta. Moradores de casas vizinhas e também outros foliões também atacaram a polícia. O desfecho da revolta se dá ainda na tarde do dia 28 de fevereiro, quando em praça pública o governador Freeling discursa para o povo e promete a manutenção do carnaval com as tochas e sem a interferência da polícia. O que já aconteceu na própria noite do dia 28, com a polícia restrita no quartel da cidade.

## Impacto na cultura caribenha
Após as revoltas, o Carnaval se tornou mais contido no caribe, os frascos e colheres se juntaram aos tambores como instrumento de percussão durante o Carnaval. Nos anos de 1930, panelas de aço eram usadas com extrema frequência e a música se popularizou pelo mundo depois que a marinha dos Estados Unidos montou uma base em Trinidad e marinheiros estadunidenses levaram a música para os Estados Unidos e por consequência, para todo o mundo. Panelas de aço ainda são parte fundamental dos concursos de música Canboulay.
O vocalista tornou-se um calypsoniano em 1920 e o calypso tornou-se amplamente popular em toda a Trinidad e do Caribe em 1930. Harry Belafonte, um artista jamaicano tornou-se um enorme sucesso em todo o mundo com seu álbum de 1956, Calypso, que se tornou um vendedor de milhões. Durante a década de 1960, calypso foi fundida com a música indiana e a música soul, e depois com o funk, criando a soca.
As Revoltas do Canboulay formam uma importante parte da história e cultura trinitária, e os eventos ainda são celebrados atualmente como o Carnaval.